# فرودگاه صحرایی دیویس (جورجیا)
فرودگاه صحرایی دیویس (جورجیا) (به انگلیسی: Davis Field (Georgia)) یک فرودگاه همگانی بهره‌برداری هوایی است که یک باند فرود آسفالت دارد و طول باند آن ۷۶۲ متر است. این فرودگاه در کشور ایالات متحده آمریکا قرار دارد و در ارتفاع ۲۱ متری از سطح دریا واقع شده‌است.